# Dang-Patou
 (juillet 2021).
Si vous disposez d'ouvrages ou d'articles de référence ou si vous connaissez des sites web de qualité traitant du thème abordé ici, merci de compléter l'article en donnant les références utiles à sa vérifiabilité et en les liant à la section « Notes et références ».
Dang-Patou est un village camerounais. Il dépend de la région de l'Est, du département Lom-et-Djérem. Il appartient à la commune de Bétaré-Oya et au canton de Yayoué. Dang-Patou se trouve sur la route de Bétaré-Oya à Mararaba et à Mabélé. 

## Population
Lors du recensement de 1966, Dang-Patou comptait 281 habitants. Il en comptait 1 924 habitants en 2005[source insuffisante], et 1 768 en 2011, dont 615 jeunes de moins de 16 ans et 318 enfants de moins de 5 ans[source insuffisante]. 

## Infrastructures
Dang-Patou possède l'un des dix centres de santé de la commune de Bétaré-Oya, et l'un des six marchés de plein air.
En 2011, une salle communautaire était en construction, ainsi qu'une poste agricole. Et il était en projet de construire un bain détiqueur et un parc à bétail. 
La route menant à Dang-Patou n'est pas praticable à toutes les saisons faute d'entretien.